# 2112 (låt)
2112 är en låt av det kanadensiska bandet Rush och återfinns på albumet 2112, utgivet den 1 april 1976. Låtens musik komponerades av basisten Geddy Lee och gitarristen Alex Lifeson, medan texten skrevs av trummisen Neil Peart. 
Låten är, med 20 minuter och 33 sekunder, Rushs längsta låt.
På grund av dess längd tar "2112" upp hela första sidan på LP:n. Den är uppdelad i sju delar, och handlar om en man som lever i ett samhälle där musiken styrs av präster. 
Den andra delen av låten, "The Temple of Syrinx" släpptes som singel.

## Delar
1. "Overture" – 4:31
2. "The Temple of Syrinx" – 2:16
3. "Discovery" – 3:25
4. "Presentation" – 3:41
5. "Oracle: The Dream" – 2:00
6. "Soliloquy" – 2:19
7. "Grand Finale" – 2:16